# 拓扑不变量
在拓樸學之中，並不拘泥於一個拓樸空間所包含的體積、面積、長度等等量，而是在乎這個拓樸空間所擁有的内稟性質，如虧格(虧數)云云。
而所謂的内稟性質是指那些不能用度量方式去求得的各種量，也就是說，這些量是不能使用因次分析來表達出的。
而拓樸學的也因為這種不在乎那些跟大小、位置、形狀的性質而被稱做一門「定性」的科學。
而拓樸不變量的定義是：兩個同構的拓樸空間之間相同的內秉性質。
舉個例子，一個拓樸空間的連通性，假如一個拓樸空間不能被描述成兩個非空不相交開集的聯集，我們就叫這個拓樸空間為連通空間，而我們現在將這個連通空間隨意伸縮、平移或甚至變形，這個拓樸空間是連通空間的性質是不會變的，我們就稱拓樸空間的連通性是一個拓樸不變量。
白話地說，以簡易凡，假設我們現在有一顆球，但我們不能限制這顆球中的任何一點不能畫一條連續的線到同在這顆球中的任何另外一點，那麼，我們稱做這個球有連通性。
而現在，我們將這顆球拉長、亂丟、甚至把他在拉長之後打成一個結，但只要我們不做會讓這顆球破洞或被壓爆的動作，而依然地，我們不能限制這顆變形球裏頭的任何一點不能畫一條連續的線到同在這顆球中的任何一點，那麼，我們就稱這個連通性是一種拓樸不變量。
學術點說這些拉長打結之類的動作：一個操作，而這個操作使得這個拓樸空間和被操作過後的拓樸空間是同構的。
當然，這裡就先不提局部連通性的概念。
著名的咖啡杯和甜甜圈對拓樸學數學家是一樣的，就是上文提過的虧數概念，像將咖啡杯扭曲成一個甜甜圈就是一個典型的拓樸學上的變形，而這個虧數，不嚴謹的說，也就是它有幾個洞，就是一個典型的拓樸不變量。
經典的拓樸不變量還有著名的歐拉示性數等等。
1. ↑  拓樸學導論    趙文敏